# 중국멧토끼
중국멧토끼(Lepus sinensis)는 토끼과에 속하는 포유류의 일종이다. 중국과 대만 그리고 베트남에서 발견된다.

## 특징
몸길이는 약 500cm이고 몸무게는 최대 2kg이다. 뭉툭한 몸에 큰 머리와 짧은 귀를 갖고 있다. 털은 불그스레한 갈색을 띤다.

## 생태
무리를 짓지 않는 독거 생활을 한다. 야행성 동물이다.

## 분포
중국 남부(장강 남쪽) 해안가를 따라 널리 분포하고 대만 베트남 북부 지역에서도 발견된다. 서식지는 해발 5,000m 이하의 개활지 초원 또는 덤불 지역이다.

## 아종
3종의 아종이 알려져 있다.
- L. sinensis sinensis
- L. sinensis formosus
- L. sinensis yuenshanensis